# Mirosław Pobłocki
Mirosław Stanisław Pobłocki (ur. 8 marca 1962 w Tczewie) – polski samorządowiec, w latach 2010–2024 prezydent Tczewa.

## Życiorys
Studiował na Wydziale Elektrycznym Politechniki Gdańskiej i na Wydziale Ekonomicznym Uniwersytetu Gdańskiego. Od początku lat 90. związany z tczewskim samorządem. Był radnym miejskim, a w latach 1998–2002 radnym powiatu tczewskiego, zasiadając jednocześnie w zarządzie tego powiatu. W 2002 objął stanowisko zastępcy prezydenta Tczewa do spraw gospodarczych.
W wyborach w 2010, po rezygnacji Zenona Odyi z ubiegania się o reelekcję, wystartował na urząd prezydenta Tczewa, wygrywając w drugiej turze. Kadencję rozpoczął 14 grudnia 2010. W 2014 ubiegał się o wybór na kolejną kadencję, zwyciężając w pierwszej turze. W wyborach w 2018 został po raz trzeci wybrany na prezydenta miasta, wygrywając w drugiej turze głosowania. W 2024 nie uzyskał reelekcji, przegrywając w drugiej turze z Łukaszem Brządkowskim. Nie został też w tych wyborach wybrany na radnego miejskiego. W tym samym roku został kierownikiem tczewskiego oddziału Kasy Rolniczego Ubezpieczenia Społecznego.
Odznaczony Odznaką Honorową za Zasługi dla Samorządu Terytorialnego (2015), Brązowym Medalem za Zasługi dla Policji (2015) oraz Krzyżem 100-lat Związku Inwalidów Wojennych RP (2018).

## Życie prywatne
Jest żonaty, ma czwórkę dzieci.